# Ecuación de estado de los factores formadores del suelo
La ecuación de estado de los factores formadores del suelo es un modelo conceptual ideado por Hans Jenny (1941) para interpretar el grado de evolución de los suelos. Es una de las principales herramientas de la pedología, con implicancias para la comprensión de la morfología, génesis, clasificación y distribución espacial de los suelos,
La sigla Clorpt es utilizada como una regla nemotécnica para recordar a los factores formadores que integran dicha ecuación de estado, que indica
S = f (cl, o, r, p, t, ...)
donde
	cl= clima
	o= organismos
	r= relieve
	p= material parental
	t= tiempo
Los puntos suspensivos incluidos en la ecuación indican factores adicionales que pueden ser considerados en casos particulares, como puede ser el aporte de sales por brisas marinas en suelos de zonas costeras. Posteriormente el concepto se extiende a los ecosistemas
A, V, S= f (cl, o, r, p, t,...)
donde:
A= propiedades fenotípicas de los animales
	V= propiedades fenotípicas de los vegetales
	S= suelo o cualquier propiedad del mismo
	cl= clima
	o= organismos
	r= relieve
	p= material parental
	t= tiempo

## Aplicaciones de la ecuación
A lo largo de 75 años la ecuación ha sido aplicada por los edafólogos de dos formas: en un marco conceptual, para predecir dentro de cierto rango la variabilidad espacial de los suelos o como herramienta empírica que permite explicar observaciones de campo no convencionales (paleosuelos, horizontes discontinuos, poligénesis), Esta última modalidad es la que aplican los reconocedores para comprender como la interacción entre los factores formadores regula los procesos de pedogénesis y por ende, el desarrollo de los suelos.
Para facilitar la interpretación se proponen relaciones en los que un factor presenta un rango de variación superior al resto. De allí surgen las secuencias: Climo-secuencia (clima), bio-secuencia (organismos), topo-secuencia (relieve), lito-secuencia (material parental) y crono-secuencia (tiempo). De tal forma los suelos pueden interpretarse como cuerpos naturales dinámicos que abarcan la porción superior de la corteza terrestre, exhibiendo una organización diferencial de sus componentes minerales y orgánicos. La formación de los suelos surge como respuesta a las fuerzas atmosféricas y biosféricas que actúan sobre distintos materiales parentales, ubicados en diferentes posiciones topográficas durante un determinado período de tiempo. Así, los suelos son el resultado de la interacción dinámica entre litosfera, atmósfera, hidrosfera y biosfera, que en conjunto integran la pedosfera. En función de este último concepto, y para una total comprensión de las características edáficas, es indispensable realizar el estudio de los mismos en su posición natural en el paisaje, mediante una correcta selección de sitio, en el cual se debe realizar una completa descripción del perfil, los factores formadores y procesos pedogenéticos, con la correspondiente toma de muestras para el estudio de sus propiedades.
La ecuación de estado de los factores formadores de suelo es un concepto universal que puede ser aplicado a cualquiera de las propiedades de los suelos y ecosistemas a los que pertenecen. Actualmente es mencionada en publicaciones relacionadas con la pedodiversidad, ecología de suelos, génesis de suelos urbanos, impactos antrópicos, ciclos de nutrientes o contaminantes, sistemas de información geográfica y sistemas inteligentes de levantamiento de suelos.

## Relación entre factores formadores y procesos pedogenéticos
Los factores formadores regulan la evolución de los suelos, en función del tipo e intensidad de procesos pedogenéticos que se desarrollan en un sitio determinado. Se ha definido a los procesos pedogénéticos como una combinación de reacciones fisicoquímicas y biológicas que conducen a la transformación de los materiales parentales en horizontes edáficos con características distintivas, representadas por un conjunto de rasgos o propiedades del suelo reconocibles y cuantificables. Los sistemas de clasificación de suelos reflejan directamente los procesos pedogenéticos, ya que son los mismos quienes originan características cuantificables que permiten la diferenciación y agrupamiento de los suelos. Este concepto es poco utilizado en la actualidad, donde para clasificar un suelo se consideran automáticamente sus propiedades cuantitativas: presencia o ausencia de horizontes diagnósticos, rasgos distintivos (propiedades y materiales), regímenes de humedad y temperatura del suelo. En los sistemas de clasificación globales (Soil Taxonomy, Word Reference Base) se han hecho pocos esfuerzos para vincular los procesos formadores con los taxones del suelo. Tal vez la mayor crítica al enfoque utilizado es que epipedones y horizontes diagnósticos subsuperficiales dentro de un perfil no están vinculados, es decir, los sistemas taxonómicos de suelos se basan en horizontes de diagnóstico por separado en lugar de la vinculación genética de los horizontes de un perfil de suelo. Se observan ventajas en la exaltación de los procesos ya que los mismos pueden ser útiles como marco para explicar la clasificación del suelo, mostrando la relación genética entre horizontes diagnósticos y taxones.
Entre los procesos pedogenéticos que pueden ser vinculados a las especificaciones requeridas para los materiales, propiedades y horizontes diagnósticos de los principales sistemas taxonómicos globales se pueden mencionar: la iluviación, eluviación, el enriquecimiento con cationes básicos, la andisolización, la paludización, gleización, melanización, la ferralitización o laterización, la podzolización, la decalcificación, la haploidización, cryoturbación, salinización, calcificación (acumulación de calcio secundario), alcalinización, silicificación, la antrosolización (acción del hombre), la cumulización o paquización, salinización, acumulación de litter o litterización, leucinización, humificación, ferruginación (rubefacción, braunificación) y mineralización. Otros procesos pedogenéticos citados son la transformación de minerales, pedoturbación y génesis de estructura, erosión, ferrólisis, sulfidización y sulfuricitación.